# Sophie Caldwell Hamilton
Sophie Caldwell Hamilton, född Caldwell den 22 februari 1990 i Peru i Vermont, är en amerikansk längdskidåkare som tävlade för USA i olympiska vinterspelen 2014 i Sotji. Under Tour de Ski-deltävlingen i Oberstdorf den 5 januari 2016 vann hon sprintloppet.
Hon avslutade sin karriär efter säsongen 2020/21.

## Pallplatser
Caldwell har tio individuella pallplatser i världscupen: två segrar, fem andraplatser och tre tredjeplatser.
| Säsong  | Datum            | Plats                | Disciplin         | Placering |
| ------- | ---------------- | -------------------- | ----------------- | --------- |
| 2013/14 | 1 mars 2014      | Lahtis, Finland      | Sprint (fristil)  | 3:a       |
| 2015/16 | 5 januari 2016   | Oberstdorf, Tyskland | Sprint (klassisk) | 1:a       |
| 2017/18 | 30 december 2017 | Lenzerheide, Schweiz | Sprint (fristil)  | 2:a       |
| 2017/18 | 13 januari 2018  | Dresden, Tyskland    | Sprint (fristil)  | 3:a       |
| 2017/18 | 27 januari 2018  | Seefeld, Österrike   | Sprint (fristil)  | 1:a       |
| 2018/19 | 15 december 2018 | Davos, Schweiz       | Sprint (fristil)  | 2:a       |
| 2018/19 | 1 januari 2019   | Val Müstair, Schweiz | Sprint (fristil)  | 2:a       |
| 2018/19 | 9 februari 2019  | Lahtis, Finland      | Sprint (fristil)  | 2:a       |
| 2019/20 | 14 december 2019 | Davos, Schweiz       | Sprint (fristil)  | 3:a       |
| 2020/21 | 19 december 2020 | Dresden, Tyskland    | Sprint (fristil)  | 2:a       |

### Fotnoter
1. ↑  ”Ingemarsdotter fyra – Kalla föll”. Dagens nyheter. 5 januari 2016. http://www.dn.se/sport/ingemarsdotter-fyra-kalla-foll/. Läst 5 januari 2016.
2. ↑  ”Peru's Sophie Caldwell Hamilton calls it a career”. Manchester Journal. 11 mars 2021. https://www.manchesterjournal.com/news/perus-sophie-caldwell-hamilton-calls-it-a-career/article_2dd601d6-81dd-11eb-ba3c-1bb9f08e1bcd.html. Läst 12 mars 2021.